# Parki narodowe w Polsce

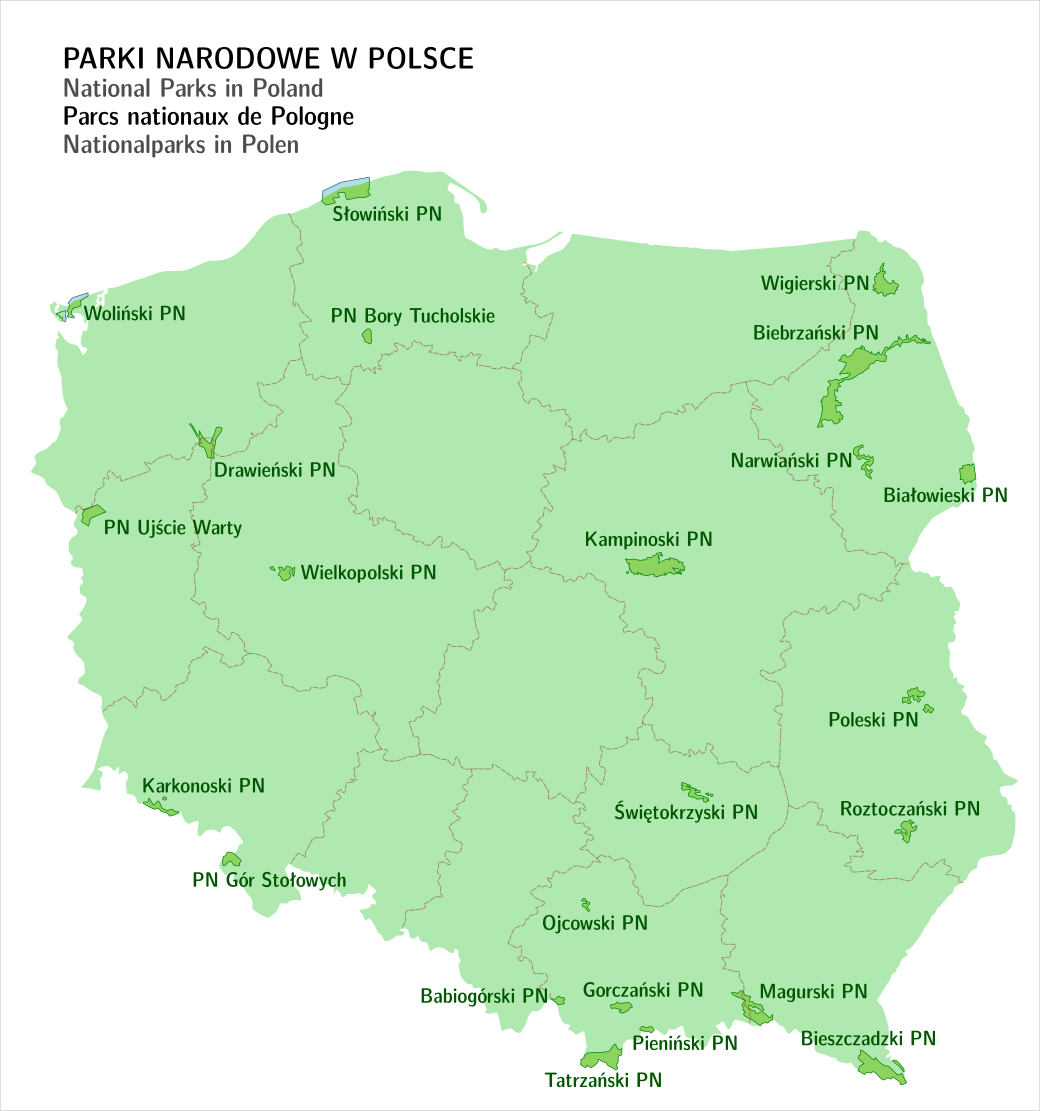
Rozmieszczenie parków narodowych na terenie Polski

Park narodowy – jedna z form ochrony przyrody w Polsce. Zgodnie z ustawą o ochronie przyrody z 2004 obejmuje obszar wyróżniający się szczególnymi wartościami przyrodniczymi, naukowymi, społecznymi, kulturowymi i edukacyjnymi, o powierzchni nie mniejszej niż 1000 ha, na którym ochronie podlega cała przyroda oraz walory krajobrazowe. Park narodowy tworzy się w celu zachowania różnorodności biologicznej, zasobów, tworów i składników przyrody nieożywionej i walorów krajobrazowych, przywrócenia właściwego stanu zasobów i składników przyrody oraz odtworzenia zniekształconych siedlisk przyrodniczych, siedlisk roślin, siedlisk zwierząt lub siedlisk grzybów. W Polsce wyodrębniono 23 parki narodowe.
Zasoby przyrodnicze parków narodowych zalicza się do strategicznych zasobów naturalnych Polski zgodnie z art. 1 pkt 5 ustawy z dnia 6 lipca 2001 r. o zachowaniu narodowego charakteru strategicznych zasobów naturalnych kraju.

## Działalność
Powierzchnia parków narodowych podzielona jest na obszary różniące się zastosowaniem odrębnych metod ochrony przyrody. Wyróżnia się obszary ochrony ścisłej, czynnej i krajobrazowej.
Na obszarach graniczących z parkiem wyznacza się otulinę parku narodowego. W otulinie może być utworzona strefa ochronna zwierząt łownych, niepodlegająca włączeniu do obwodów łowieckich. Teren parków narodowych udostępniony jest do zwiedzania, lecz ruch turystyczny może się tu odbywać wyłącznie w wyznaczonych obszarach, szlakach, drogach, ścieżkach.
Parki narodowe finansowane są z budżetu centralnego. Zarządzają nimi dyrektorzy, a organem doradczym jest Rada Parku. Do 30 kwietnia 2004 parki były nadzorowane przez Krajowy Zarząd Parków Narodowych. Od 1 maja 2004 jego obowiązki przejęło Ministerstwo Środowiska – Departament Leśnictwa, Ochrony Przyrody i Krajobrazu, a od 19 stycznia 2007 Samodzielny Wydział ds. Obszarów Natura 2000 i Parków Narodowych. Po powstaniu GDOŚ i RDOŚ 15 października 2008, zadania wynikające z nadzoru Ministra Środowiska nad parkami narodowymi wypełnia Departament Ochrony Przyrody Ministerstwa Środowiska.
W polskich parkach narodowych prowadzone są liczne programy badawcze. Parki odgrywają istotną rolę w edukacji ekologicznej społeczeństwa. Na terenie parków narodowych możliwe są zwiedzanie oraz turystyka, udostępniają one także dobrze rozwiniętą infrastrukturę turystyczną. Wiele z nich posiada specjalnie przygotowane szlaki i centra dydaktyczne oraz muzea przyrodnicze.
Zgodnie z ustawą wstęp do parków narodowych może być darmowy lub płatny, jednak opłata za jednorazowy wstęp do parku nie może przekraczać kwoty 6 zł waloryzowanej o prognozowany średnioroczny wskaźnik cen towarów i usług konsumpcyjnych ogółem, przyjęty w ustawie budżetowej.

## Lista parków narodowych w Polsce
| Ilustracja | Park Narodowy     | Symbol                                  | Rok utworzenia | Powierzchnia | Powierzchnia otuliny | Siedziba                | Mezoregion                                   | Województwo                               |
| ---------- | ----------------- | --------------------------------------- | -------------- | ------------ | -------------------- | ----------------------- | -------------------------------------------- | ----------------------------------------- |
|            | Babiogórski       | okrzyn jeleni                           | 1954           | 33,92 km²    | 84,37 km²            | Zawoja                  | Beskid Żywiecko-Orawski                      | małopolskie                               |
|            | Białowieski       | żubr europejski                         | 1932           | 105,17 km²   | 32,24 km²            | Białowieża              | Równina Bielska                              | podlaskie                                 |
|            | Biebrzański       | batalion                                | 1993           | 592,23 km²   | 668,24 km²           | Osowiec-Twierdza        | Kotlina Biebrzańska                          | podlaskie                                 |
|            | Bieszczadzki      | ryś                                     | 1973           | 292,02 km²   | 557,83 km²           | Ustrzyki Górne          | Bieszczady Zachodnie                         | podkarpackie                              |
|            | „Bory Tucholskie” | głuszec                                 | 1996           | 47,98 km²    | 129,81 km²           | Charzykowy              | Równina Charzykowska                         | pomorskie                                 |
|            | Drawieński        | wydra                                   | 1990           | 113,42 km²   | 352,67 km²           | Drawno                  | Równina Drawska                              | lubuskie wielkopolskie zachodniopomorskie |
|            | Gorczański        | salamandra plamista                     | 1981           | 70,3 km²     | 123,321 km²          | Poręba Wielka           | Gorce                                        | małopolskie                               |
|            | Gór Stołowych     | Szczeliniec Wielki                      | 1993           | 63,4 km²     | 105,15 km²           | Kudowa-Zdrój            | Góry Stołowe                                 | dolnośląskie                              |
|            | Kampinoski        | łoś                                     | 1959           | 385,44 km²   | 377,56 km²           | Izabelin                | Kotlina Warszawska                           | mazowieckie                               |
|            | Karkonoski        | dzwonek karkonoski goryczka trojeściowa | 1959           | 59,51 km²    | 130,93 km²           | Jelenia Góra            | Karkonosze                                   | dolnośląskie                              |
|            | Magurski          | orlik krzykliwy                         | 1995           | 194,39 km²   | 123,321 km²          | Krempna                 | Beskid Niski                                 | małopolskie podkarpackie                  |
|            | Narwiański        | błotniak stawowy                        | 1996           | 73,5 km²     | 154,08 km²           | Kurowo                  | Dolina Górnej Narwi                          | podlaskie                                 |
|            | Ojcowski          | nietoperz                               | 1956           | 21,46 km²    | 67,77 km²            | Ojców                   | Wyżyna Olkuska                               | małopolskie                               |
|            | Pieniński         | Trzy Korony                             | 1932           | 23,46 km²    | 26,82 km²            | Krościenko nad Dunajcem | Pieniny                                      | małopolskie                               |
|            | Poleski           | żuraw                                   | 1990           | 97,6 km²     | 137,03 km²           | Urszulin                | Pojezierze Łęczyńsko-Włodawskie              | lubelskie                                 |
|            | Roztoczański      | konik polski                            | 1974           | 84,82 km²    | 380,96 km²           | Zwierzyniec             | Roztocze Środkowe                            | lubelskie                                 |
|            | Słowiński         | mewa                                    | 1967           | 327,44 km²   | 302,2 km²            | Smołdzino               | Wybrzeże Słowińskie                          | pomorskie                                 |
|            | Świętokrzyski     | jeleń                                   | 1950           | 76,26 km²    | 207,86 km²           | Bodzentyn               | Góry Świętokrzyskie                          | świętokrzyskie                            |
|            | Tatrzański        | kozica tatrzańska                       | 1954           | 211,81 km²   | 211,64 km²           | Zakopane                | Tatry Reglowe Tatry Wysokie Tatry Zachodnie  | małopolskie                               |
|            | „Ujście Warty”    | gęś tundrowa                            | 2001           | 79,56 km²    | 104,54 km²           | Chyrzyno                | Kotlina Freienwaldzka Kotlina Gorzowska      | lubuskie                                  |
|            | Wielkopolski      | puszczyk                                | 1957           | 76,2 km²     | 105,03 km²           | Jeziory                 | Poznański Przełom Warty Wysoczyzna Grodziska | wielkopolskie                             |
|            | Wigierski         | bóbr jezioro Wigry                      | 1989           | 150,85 km²   | 112,84 km²           | Krzywe                  | Pojezierze Suwalskie Równina Augustowska     | podlaskie                                 |
|            | Woliński          | bielik                                  | 1960           | 109,37 km²   | 33,69 km²            | Międzyzdroje            | Uznam i Wolin                                | zachodniopomorskie                        |

## Muzea prowadzone przy parkach narodowych
- Muzeum Przyrodniczo-Leśne Białowieskiego Parku Narodowego, Park Pałacowy, Białowieża
- Ośrodek Edukacyjny Babiogórskiego Parku Narodowego, Zawoja
- Muzeum Przyrodnicze Bieszczadzkiego Parku Narodowego, Ustrzyki Dolne
- Muzeum Przyrodnicze Puszczy Kampinoskiej, Kampinos
- Muzeum Przyrodnicze Karkonoskiego Parku Narodowego, Jelenia Góra
- Muzeum Ojcowskiego Parku Narodowego, Ojców
- Ośrodek Dydaktyczno-Muzealny Poleskiego Parku Narodowego, Stare Załucze
- Ośrodek Edukacyjno-Muzealny Roztoczańskiego Parku Narodowego, Zwierzyniec
- Muzeum Przyrodniczo-Leśne Słowińskiego Parku Narodowego, Smołdzino
- Muzeum Przyrodnicze Świętokrzyskiego Parku Narodowego, Święty Krzyż
- Centrum Edukacji Przyrodniczej Tatrzańskiego Parku Narodowego, Zakopane
- Muzeum Przyrodnicze Wielkopolskiego Parku Narodowego, Jeziory
- Muzeum Wigier (Muzeum Wigierskiego Parku Narodowego), Stary Folwark
- Muzeum Przyrodnicze Wolińskiego Parku Narodowego, Międzyzdroje
- Stacja Terenowa Drawieńskiego Parku Narodowego „Bogdanka”, Drawno
- Karkonoskie Centrum Edukacji Ekologicznej, Szklarska Poręba
- Muzeum Magurskiego Parku Narodowego, Krempna

## Planowane parki narodowe

### Jurajski Park Narodowy

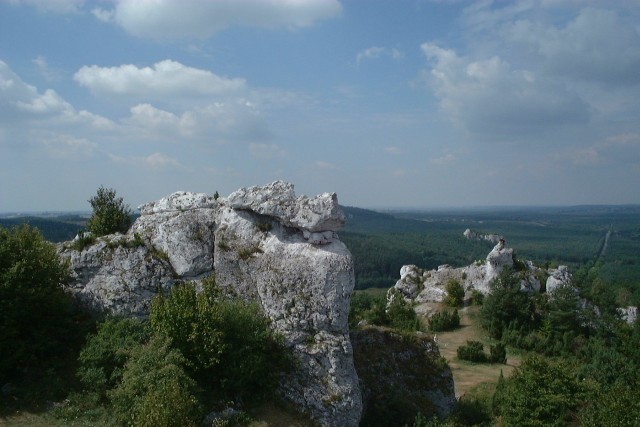
Rezerwat Góra Zborów

Projektowany park narodowy w Polsce, w województwie śląskim, mający obejmować obszar pomiędzy Zawierciem a Częstochową, stanowiący część Wyżyny Krakowsko-Częstochowskiej. Jurajski Park Narodowy miałby być dwudziestym czwartym parkiem narodowym w Polsce, o jednej z najmniejszych powierzchni.
Pierwsze plany powstania parku sięgają lat siedemdziesiątych a pomysł narodził się wśród botaników Uniwersytetu Śląskiego w Katowicach. Projekt Parku wykonał zespół z Uniwersytetu Łódzkiego pod kierunkiem prof. dra hab. Romualda Olaczka.

Projektowany park obejmowałby dwa obszary: część złotopotocką o powierzchni 3,5 tys. ha – obejmującą m.in. zabytkowy dworek Krasińskich w Złotym Potoku i rezerwat przyrody Parkowe oraz część olsztyńską o powierzchni blisko 1,1 tys. ha – na której znajdują się m.in. ruiny zamku w Olsztynie koło Częstochowy i rezerwat przyrody Sokole Góry. Krajobraz urozmaicają m.in. liczne wapienne skałki – tzw. ostańce – oraz dolinki i czynne źródła krasowe. 6 obiektów przyrody nieożywionej nie jest objętych obecnie żadną formą ochrony (m.in. Jaskinia Wierna, Jaskinia Siedlecka, Kamieniołom Warszawski, Góra Zamkowa). Znajdują się tu jednak w sumie cztery rezerwaty przyrody – Sokole Góry, Ostrężnik, Parkowe i Bukowa Kępa (poza granicami planowego parku, ale w jego otulinie znalazłby się rezerwat przyrody Kaliszak). Istnieje też stanowisko dokumentacyjne przyrody Jaskinia Wiercica, a także dwie ostoje olsztyńsko-mirowska i złotopotocka, które wejdą do europejskiej sieci Natura 2000. Projektowane jest też stworzenie użytku ekologicznego Skałki Olsztyńskie i rezerwatu Góry Gorzkowskie

### Turnicki Park Narodowy

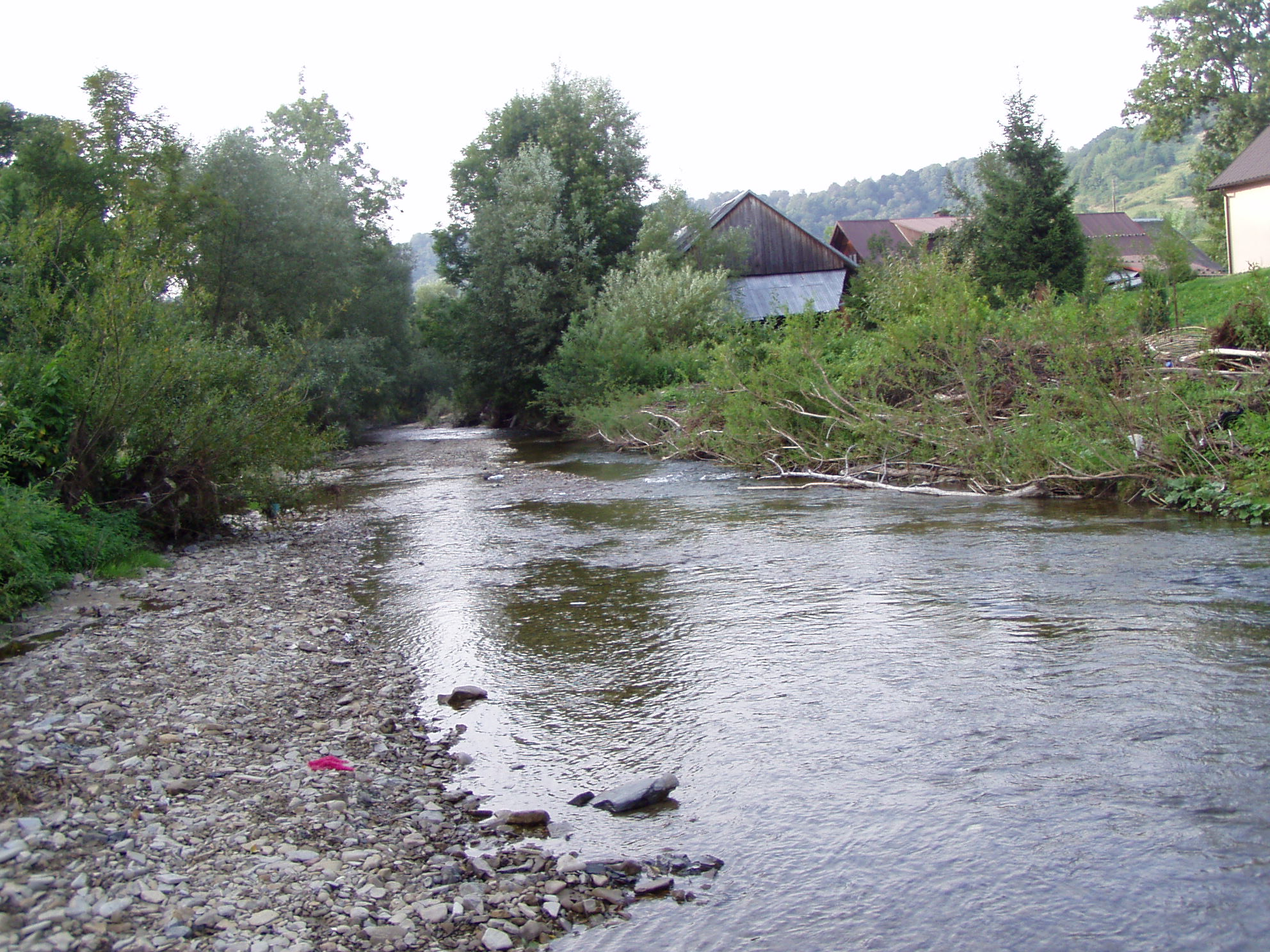
Tyrawka

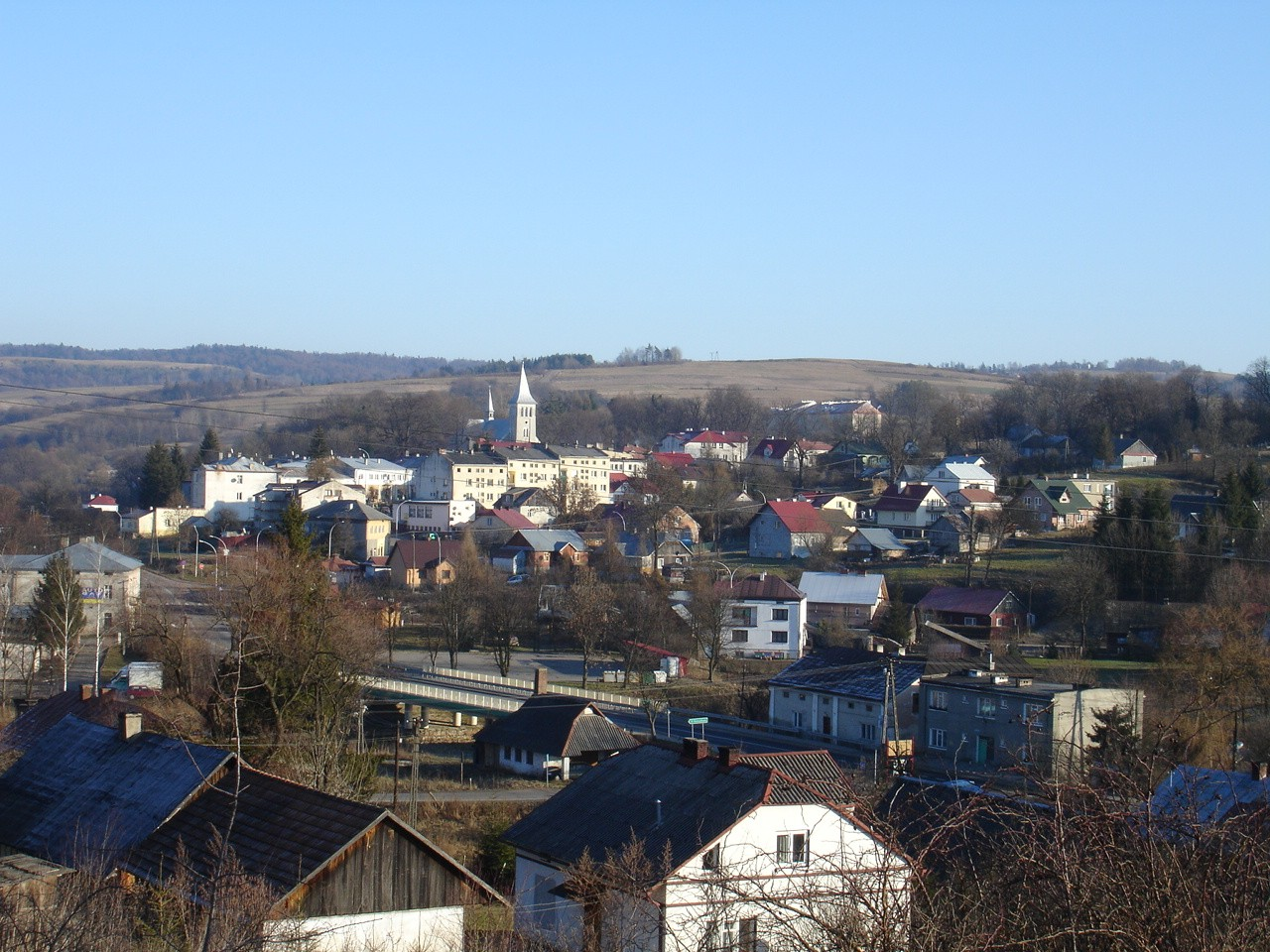
Bircza

Turnicki Park Narodowy o powierzchni 19 tysięcy hektarów miałby powstać na terenach gmin Bircza, Fredropol i Ustrzyki Dolne w województwie podkarpackim. Proponowane granice Parku rozciągać się miały od granicy państwowej z Ukrainą koło Kalwarii Pacławskiej, poprzez Leszczyny, Makową i Rybotycze (granicą lasu), obok Posady Rybotyckiej przez Łodzinkę Dolną i Wolę Korzeniecką w okolice Birczy i dalej (granicą lasu) do Leszczawy Dolnej i Górnej i przez Trzcianiec, Wojtkową i Jureczkową do granicy państwowej z Ukrainą na północ od Krościenka.

#### Historia starań o Turnicki Park Narodowy
Pierwsze propozycje utworzenia parku narodowego na terenie Pogórza Przemyskiego pojawiły się przed II wojną światową. Park narodowy miał powstać na bazie lasów należących do Polskiej Akademii Umiejętności, zapisanych Akademii testamentem Pawła Tyszkowskiego i Piotra Kwiatkowskiego i nosić nazwę Wschodniokarpacki Park Narodowy.
Kolejna propozycja utworzenia parku narodowego pojawiła się w maju 1982 roku, na II zjeździe Ligi Ochrony Przyrody w Przemyślu, dzięki staraniom profesorów Janusza Kotlarczyka i Jerzego Pióreckiego. Zaproponowano nazwę – „Park Narodowy Doliny Środkowego Wiaru”. Proponowano również nazwy: „Park Narodowy Brzeżnych Karpat”, „Lędziański Park Narodowy”, „Wschodniokarpacki Park Narodowy”, oraz najbardziej popularny projekt nazwy „Turnicki Park Narodowy”. Nazwa ta wywodzi się od centralnie położonego dzikiego masywu górskiego Turnica (563 m n.p.m.) oraz wypływającej zeń rzeki o tej samej nazwie. Znajduje się tam Rezerwat przyrody Turnica. Na obszarze tym bytują wilki, rysie, żbiki oraz gniazduje 9 par orła przedniego.
Minister ochrony środowiska Stefan Kozłowski w 1992 zaproponował utworzenie parku występując z wnioskiem do wojewody przemyskiego.
W 1994 propozycja utworzenia Parku została pozytywnie zaopiniowana przez Państwową Radę Ochrony Przyrody.
W 1995 Rada Ekologiczna przy Prezydencie RP domagała się szybkiego utworzenia Turnickiego Parku Narodowego. Jednak ówczesny minister Stanisław Żelichowski uznał, iż nie widzi możliwości powołania nowego parku. Poparła go Regionalna Dyrekcja Lasów Państwowych w Krośnie, która wcześniej wobec projektu miała stanowisko pozytywne. Również samorządy gmin Bircza i Fredropol stanowczo sprzeciwiły się projektowi utworzenia Turnickiego Parku Narodowego. 15 lutego 1996 roku powołano społeczną radę Turnickiego Parku Narodowego, w skład której weszli autorzy projektu, profesorowie Stefan Kozłowski i Roman Andrzejewski, przyrodnicy oraz przedstawiciele Pracowni na rzecz Wszystkich Istot. Przewodniczącym rady został ornitolog Przemysław Kunysz. Od początku prowadzenia kampanii na rzecz utworzenia Turnickiego Parku Narodowego stowarzyszeniu Pracownia na rzecz Wszystkich Istot udało się uzyskać poparcie dla tej idei w mediach lokalnych i ogólnopolskich, stowarzyszenie zebrało około 50 tysięcy podpisów pod petycjami na rzecz parku. W 1997 roku trafiły one do Ministra Ochrony Środowiska, Zasobów Naturalnych i Leśnictwa. W 1998 propozycja była omawiana w Senacie RP. W 1999 roku Przemyskie Towarzystwo Ornitologiczne wspólnie z Pracownią na rzecz Wszystkich Istot wystosowało do Ministra Ochrony Środowiska, Zasobów Naturalnych i Leśnictwa list, w którym proponowały wprowadzenie „Moratorium dla Lasów Arłamowskich”, które powstrzymałoby niekorzystne zmiany w środowisku leśnym na terenie przyszłego TPN do momentu jego utworzenia. Obecnie pozyskuje się na tym terenie ok. 100 000 m³ drewna rocznie.
W marcu 2008 odbyło się spotkanie założycielskie Stowarzyszenia na rzecz Utworzenia Turnickiego Parku Narodowego. Celami Stowarzyszenia miały być; promocja tej inicjatywy oraz przekazywanie rzetelnych informacji o funkcjonowaniu parku, edukowanie w kwestiach świadomości ekologicznej, podejmowanie działań prawnych, reagowanie na inwestycje stojące w jasnej sprzeczności z prawem ochrony przyrody i dyrektywami – siedliskową i ptasią. Aktualnie jedną z organizacji pozarządowych prowadzących działania na rzecz promowania idei utworzenia Turnickiego Parku Narodowego oraz kreowania zrównoważonego rozwoju w przyszłej otulinie parku, jest Fundacja Dziedzictwo Przyrodnicze.
W 2015 złożono wnioski w sprawie ustanowienia pomnikami przyrody 1064 jodeł pospolitych (o obwodzie 3–4,7 m), 748 buków zwyczajnych (o obwodzie 3–5,6 m), 45 jaworów (258–412 cm obwodu) oraz 74 grabów pospolitych (1,9–3,3 m obwodu), stanowiących najcenniejsze okazy drzewostanu na terenie postulowanego Parku.
W roku 2017 w Regionalnej Dyrekcji Ochrony Środowiska w Rzeszowie złożony został projekt utworzenia na łącznej powierzchni 8 106,79 ha rezerwatu przyrody „Reliktowa Puszcza Karpacka” chroniącego najcenniejsze przyrodniczo obszary planowanego Turnickiego Parku Narodowego. Regionalnemu organowi ochrony środowiska poza projektem aktu prawnego powołującego rezerwat przekazano ponad 400-stronnicową dokumentację opisującą unikatowe w skali kraju walory przyrodnicze tego terenu.

### Mazurski Park Narodowy
Mazurski Park Narodowy miałby zostać wyodrębniony z terenów obecnego parku krajobrazowego i obejmować: rzekę Krutynię, jeziora Nidzkie i Łuknajno. Są dwie propozycje obszarów: mniejsza ma obejmować 34,5 tys. ha, większa – 39,5 tys. ha. W obu tych wariantach największą powierzchnię w parku zajmowałaby woda, a następnie lasy i bagna. Skarb Państwa jest właścicielem ponad 90% tych terenów.

### Szczeciński Park Narodowy
W latach 80. XX wieku na terenie Puszczy Bukowej na południowy wschód od Szczecina przewidywano objęcie ochroną około 8000 hektarów powierzchni, przy czym połowę stanowić miał park narodowy, a połowę – krajobrazowy (Szczeciński Park Krajobrazowy „Puszcza Bukowa”, powstały ostatecznie 4 listopada 1981, ma powierzchnię 20 938 hektarów, w tym otulina – 11 842 ha). Jako argumenty na rzecz powstania parku podawano względy ochrony przyrody, a także zapewnienie mieszkańcom Szczecina terenów aktywnego wypoczynku.
W 1993 powołano w Szczecinie Towarzystwo Miłośników Puszczy Bukowej, którego celem było stworzenie lobby popierającego utworzenie Szczecińskiego Parku Narodowego. Działania te nie przyniosły rezultatów.

### Park Narodowy Dolina Dolnej Odry
Utworzony 28 czerwca 1995 roku na terenie brandenburskiego powiatu Uckermark w Niemczech Park Narodowy Doliny Dolnej Odry (niem. Nationalpark Unteres Odertal), obejmujący obszar 10 418 ha na lewym brzegu Odry, stanowi część polsko-niemieckiego zespołu obszarów chronionych, obejmującego po polskiej stronie Park Krajobrazowy Dolina Dolnej Odry i Cedyński Park Krajobrazowy. Dokumentacja projektowa parku powstała w 1991 roku, przy czym zakładała utworzenie parku narodowego po obu stronach granicy (autorami dokumentacji byli profesorowie Michael Succow i Mieczysław Jasnowski). Od tego czasu trwają starania o pełne zrealizowanie tego projektu, które inicjowane są przez Stowarzyszenie Przyjaciół Niemiecko-Polskiego Europejskiego Parku Narodowego Dolina Dolnej Odry (Verein der Freunde des Deutsch-Polnischen Europa-Nationalparks Unteres Odertal e.V.) z siedzibą w Criewen koło Schwedt/Oder.
Park powołany został w celu ochrony dna doliny Odry wraz z jej starorzeczami i kompleksami szuwarów, łąk zalewowych i lasów łęgowych. Zbocza doliny Odry porastają lasy mieszane, miejscami także murawy kserotermiczne. Zróżnicowanie siedlisk jest znaczne i warunkuje występowanie ogromnej różnorodności gatunkowej flory i fauny, zwłaszcza ptaków.

### Lasy Mirachowskie
Przed II wojną światową czynione były przygotowania do utworzenia w kompleksie Lasów Mirachowskich (7000 ha) Parku Narodowego ze względu na walory krajobrazowo-przyrodnicze (jeziora, leśne uroczyska, liczny starodrzew) oraz unikatową florę i faunę (żółw błotny, paproć górska podrzeń żebrowiec). Jednak wiele roślin (tyrfobiontów) w tym rejonie zanikło w wyniku melioracji torfowisk prowadzonych w okresie PRL, podobnie działalność człowieka doprowadziła do wyginięcia głuszca, chronionego na tym obszarze już od 1916 roku. Aktualnie walory tego obszaru chronione są w rezerwatach Staniszewskie Zdroje, Kurze Grzędy, Żurawie Błota, Jezioro Turzycowe, Leśne Oczko, Staniszewskie Błoto, Lubogoszcz i Szczelina Lechicka.

### Inne
Poza ww. wysuwano również projekty utworzenia Parków Narodowych: Kadyńskiego, Knyszyńskiego, Suwalskiego, Orawskiego, Janowskiego, Sobiborskiego, Chełmskiego, Puszczy Śląskiej, Stawów Milickich, Podziemnego Parku Narodowego – Kopalni Soli Wieliczka, Puszczy Bydgoskiej oraz Parku Narodowego Doliny Górnej Odry.

### Trudności prawne związane z tworzeniem nowych parków narodowych w Polsce
W uchwale z dnia 7 września 2020 r. Rada Wydziału Prawa i Administracji Uniwersytetu Warszawskiego oceniła negatywnie istniejący stan prawny dotyczący możliwości tworzenia oraz powiększania parków narodowych w Polsce:

Uzależnienie utworzenia parku narodowego od zgody jednostek samorządu terytorialnego, na których obszarze park narodowy miałby powstać – mimo że sprawa ta nie ma charakteru lokalnego, lecz ogólnopaństwowy – budzi istotne i uzasadnione wątpliwości co do zgodności z Konstytucją, w szczególności z jej art. 5, art. 31 ust. 3, art. 74 oraz art. 86. Godzi ono w ciążący na władzy publicznej obowiązek ochrony środowiska i wspierania jego poprawy przy uwzględnieniu zasady zrównoważonego rozwoju, jak też w obowiązek zapewnienia bezpieczeństwa ekologicznego współczesnym i przyszłym pokoleniom. Obecny stan prawny uniemożliwia prowadzenie polityki państwa, gdyż nie jest ono w stanie osiągać celów, które zakłada w aktach planistycznych. Przewidują one bezskutecznie od lat utworzenie co najmniej Turnickiego, Jurajskiego oraz Mazurskiego Parku Narodowego, jak też powiększenie powierzchni innych parków narodowych.